# Auzaar
Auzaar (Hindi: औज़ार, auzār; dt. Übersetzung: Werkzeug) ist ein Hindi-Film von Sohail Khan aus dem Jahr 1997.

## Handlung
Suraj und Yash sind die besten Freunde im College. Nachdem sie ihr Studium beendet haben gehen sie unterschiedliche Wege. Plötzlich wird Yashs Vater, ein Gangsterboss namens Thakur, von einem anderen Gangsterboss namens Bhaiji schwer verletzt, so dass er daraufhin auf einen Rollstuhl angewiesen ist. Yash ist außer sich vor Wut und tötet in seiner Rage Bhaiji. Er übernimmt die Leitung der Bande seines Vaters, heiratet Prathna und wird von Bhaijis Sohn verfolgt. Zur gleichen Zeit lässt sich Suraj in einer anderen Stadt zum Polizisten bei der CBI ausbilden, da er nicht mit ansehen kann, wie sein Freund in die Kriminalität eintaucht. Als Suraj wieder zurückkommt, wird er damit beauftragt, den Mordfall an Bhaiji zu untersuchen und stellt bald fest, dass er seinen besten Freund Yash überführen muss.
Nach einiger Zeit erfährt auch Yash von Surajs Beruf und seine Bestimmung ihn festzunehmen. So werden aus den einst besten Freunden Feinde. Suraj muss Yash nun überzeugen, dass Yashs Vater nicht der ist, den er zu sein scheint. Außerdem gerät Suraj unter hohem Druck, da seine Vorgesetzten auf die Ermittlung gegen Yash warten.
Suraj findet heraus, dass Yashs Geschäft gesetzmäßig ist und jemand anderer Verbrechen unter Yashs Namen verübt. Außerdem beweist Suraj, dass auch Yashs Vater seine Finger im Spiel hat und gar nicht querschnittgelähmt ist.
Schließlich kommt Suraj hinter das Geheimnis und nimmt Baba fest, der Rache an Yash ausüben wollte. Als er sich jedoch der Festnahme widersetzt schießt Suraj auf ihn; Baba stürzt in die Tiefe und stirbt. Und so finden alle wieder zu ihrem Glück, denn Yash und Suraj sind wieder befreundet.

## Musik
| Lied                     | Sänger                         |
| ------------------------ | ------------------------------ |
| Dil Ke Sau Tukde         | Kumar Sanu, Alka Yagnik        |
| Dil Le Le Lena           | Anu Malik, Abhijeet, Jojo Khan |
| Hum Aur Tum Aur Yeh Sama | Alka Yagnik, Anu Malik         |
| I Love You, I Love You   | Shankar Mahadevan              |
| Masti Ka Aalam Aaya Hai  | Ila Arun, Gurdas Mann          |
| Naina Bole Naina         | Asha Bhosle                    |
| Thahra Hai Yeh Sama      | Kumar Sanu, Alka Yagnik        |
| Tujhe Khas Fursat Mein   | Kumar Sanu, Udit Narayan       |